# Albert Divo
Albert Divo (ur. 24 stycznia 1895 roku w Paryżu, zm. 19 września 1966 roku w Essonne) – francuski kierowca wyścigowy.

## Kariera
W swojej karierze wyścigowej Divo poświęcił się startom w wyścigach Grand Prix oraz w wyścigach samochodów sportowych. Odniósł zwycięstwa w Grand Prix Hiszpanii 1923, Grand Prix Penya Rhin 1923, Grand Prix Francji 1925 oraz Grand Prix San Sebastián 1925. W latach 1931-1932 Francuz był klasyfikowany w Mistrzostwach Europy AIACR. W pierwszym sezonie startów raz stanął na podium. Z dorobkiem dwunastu punktów uplasował się wówczas na czwartej pozycji w klasyfikacji generalnej. Rok później uzbierane siedemnaście punktów dało mu piąte miejsce w klasyfikacji generalnej. 
W latach 1931, 1938 Divo pojawiał się w stawce 24-godzinnego wyścigu Le Mans. Obu wyścigów jednak nie ukończył.